# Människor i Västeråstrakten för 1000 år sedan
Människor i Västeråstrakten för 1000 år sedan (ISBN 91-87264-20-X) är en historisk och arkeologisk bok av Stig Welinder, utgiven 1990 av Västerås Kulturnämnd. I boken beskrivs livet i Västeråstrakten omkring år 1000 och några århundraden framåt. Runstenar, gravar och andra fynd används som källmaterial för att ge en så bra beskrivning som möjligt av hur livet tedde sig för den tidens människor. Även traktens religiösa liv och kyrkor beskrivs i boken liksom stadsutvecklingen i Västerås, som under 1200-talet organiserades efter tyskt mönster.